# Örménykút
Örménykút è un comune dell'Ungheria di 549 abitanti (dati 2001) . È situato nella contea di Békés.